# Temessy Hédi
Temessy Hédi (névváltozatai: Temesi Hedvig, Temesi Hédi, Temessi Hédi, Temesy Hédi, Temessy Hédy, Temesy Hédy) (Budapest, 1925. május 6. – Budapest, 2001. május 29.) magyar színésznő, érdemes művész.

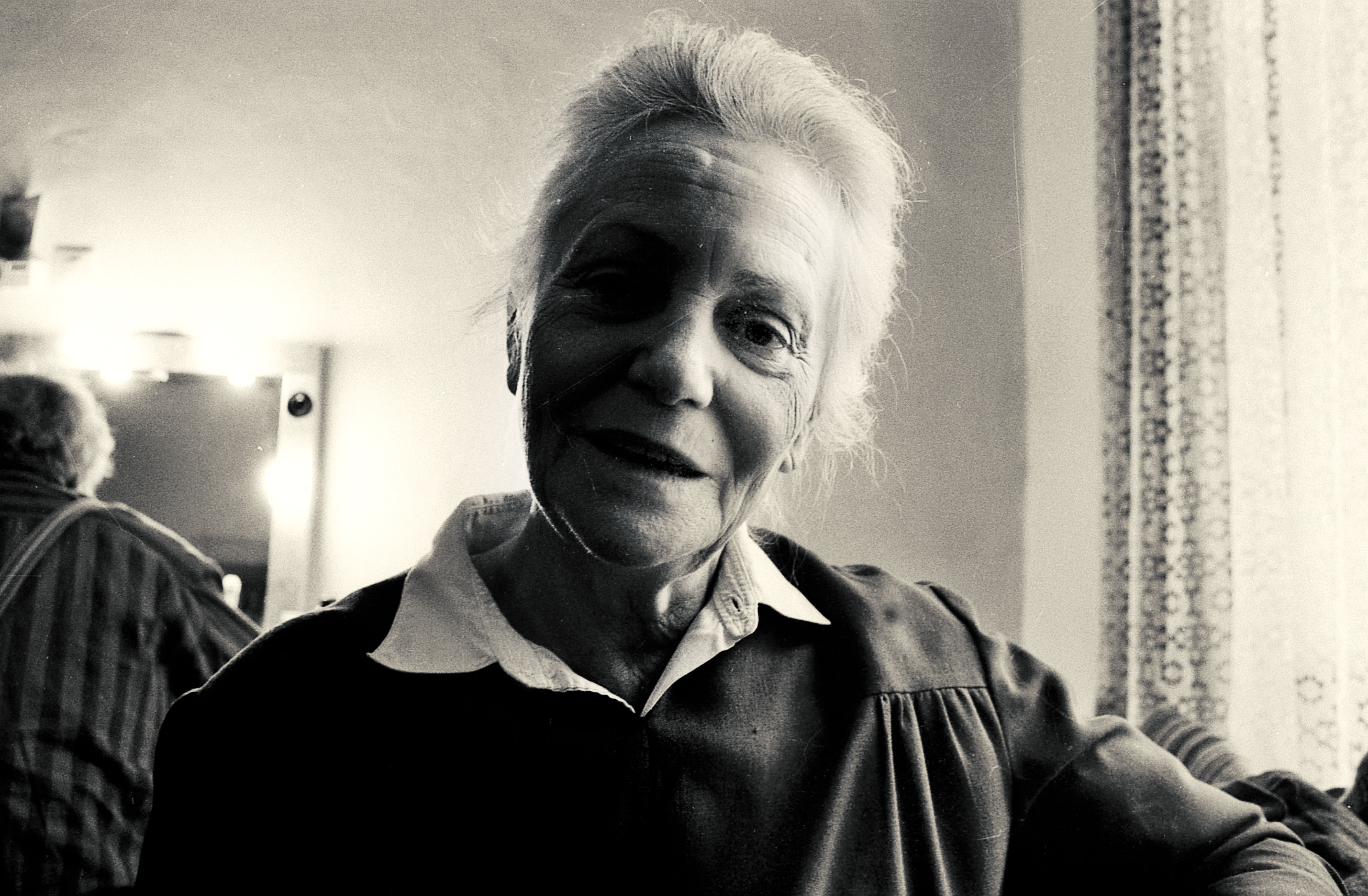
1991-ben
(Rózsavölgyi Gyöngyi felvétele)

## Életpályája
1948-ban végzett a Színház- és Filmművészeti Főiskolán, a Művész Színházhoz szerződött. 1949–1950-ben a Belvárosi Színház, majd az Ifjúsági Színház tagja lett, de játszott a Petőfi Színházban is. 1950–1956 között a József Attila Színházban és a Nemzeti Színházban, 1958 és 1977 között pedig a Jókai Színházban és a Nemzeti Színházban játszott. 1977-ben lett a Magyar Filmgyártó Vállalat Társulatának tagja. 1985-től haláláig visszavonultan élt. Az 1951-ben Keleti Márton rendezésében készült Különös házasság című filmben volt első filmszerepe, Dőry báró lányát, Máriát alakította. Utolsó filmjében, a 2001-ben készült Hamvadó cigarettavég című filmben a főhercegasszonyt játszotta.

## Magánélete
Fia, Hauer Lajos fotóriporter 1953. június 18-án Budapesten született, akitől unokái is származtak.  Később elvált a férjétől. Földi maradványait 2001-ben éppen fia születésnapján helyezték örök nyugalomra a Farkasréti temetőben.
Hosszú éveken keresztül együtt élt Gobbi Hilda színésznővel.

## Színpadi szerepei
- Babel: Mária....Dóra
- Boldizsár Iván: A ferde torony....Emigráns magyar asszony, a szerető
- Bulgakov: Az álszentek összeesküvése....Madelaine Béjart
- Csiky Gergely: A nagymama....Márta
- Dürrenmatt: Az öreg hölgy látogatása....Clara Zachanassian
- Hansberry: A napfény nem eladó....Ruth
- Hochhuth: A helytartó....Julia Luccani
- Henrik Ibsen: Peer Gynt....Anitra
- Jókai Mór: Az aranyember....Timea
- Makarenko: Az új ember kovácsa....Vera
- Pagogyin: Arisztokraták....Nyurka, a züllött dáma
- George Bernard Shaw: Warrenné mestresége....Vivie
- Vas-Illés: Trisztán....Fehérkezű Izolda

## Filmszerepei

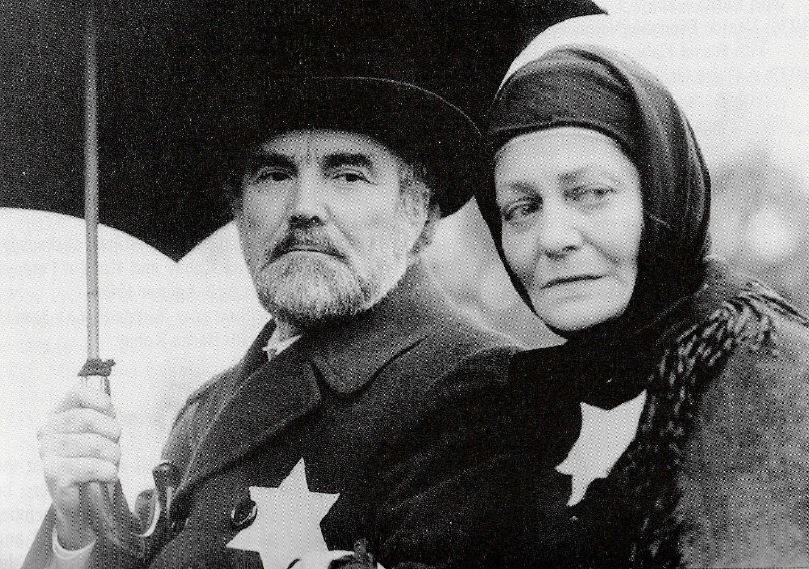
Zenthe Ferenccel a Jób lázadása című filmben (Gáspár Miklós felvétele)

### Játékfilmek
- Különös házasság (1951)
- Rokonok (1954)
- Budapesti tavasz (1955)
- Egy pikoló világos (1955)
- Hajnal előtt (1955) rövid játékfilm
- Keserű igazság (1956)
- Dani (1957)
- Az igazi égszínkék (1957) rövid játékfilm
- Nem gyerekjáték (1958) rövid játékfilm
- Hiúság (1958) rövid játékfilm
- 600 millió (1959) rövid játékfilm
- Álmatlan évek (1959)
- Légy jó mindhalálig (1960)
- Érdemes volt (1963) rövid játékfilm
- Másfél millió (1964)
- A pénzcsináló (1964)
- Utószezon (1966)
- Egri csillagok I-II. (1968)
- Történelmi magánügyek (1969)
- Imposztorok (1969)
- Sziget a szárazföldön (1969)
- Hangyaboly (1971)
- Emberrablás magyar módra (1972)
- Lányarcok tükörben (1972)
- Régi idők focija (1973)
- Tűzoltó utca 25. (1973)
- Autó (1974)
- Bástyasétány hetvennégy (1974)
- A gyilkosok (1974)
- Ereszd el a szakállamat! (1975)
- Azonosítás (1975)
- Pókfoci (1976)
- Tükörképek (1976)
- A kard, avagy Én vagyok a falu rossza egyedül (1976)
- Herkulesfürdői emlék (1976)
- Meddig él egy fa? (1976)
- Mednyánszky (1978)
- BUÉK! (1978)
- Ajándék ez a nap (1979)
- Áramütés (1979)
- Mese habbal (1979)
- Ballagás (1980)
- Boldog születésnapot, Marilyn! (1980)
- Csontváry (1980)
- Szívzűr (1981)
- Ripacsok (1981)
- Mephisto I-II. (1981)
- Nyom nélkül (1981)
- Dögkeselyű (1982)
- Talpra, Győző! (1982)
- Csak semmi pánik (1982)
- Jób lázadása (1983)
- Szerencsés Dániel (1983)
- Szent Kristóf kápolnája (1983)
- Őszi almanach (1984)
- A vörös grófnő I-II. (1985)
- Yerma (1985)
- Akli Miklós (1986)
- Keserű igazság (1986)
- Kárhozat (1987)
- Soha, sehol, senkinek! (1988)
- Laurin (1989)
- Holdárnyék (1991)
- A gólyák mindig visszatérnek (1992)
- Indián tél (1992)
- Kutyabaj (1992)
- A skorpió megeszi az ikreket reggelire (1992)
- Édes Emma, drága Böbe - Vázlatok, aktok (1992)
- Köd (1994)
- Európa messze van (1994)
- Levelek Perzsiából (1994)
- Ég a város, ég a ház is (1995)
- Szeressük egymást gyerekek! (1996)
- Mindennapi rémtörténet (1996)
- For My Baby (1997)
- Apa győz (1997)
- A világ legkisebb alapítványa (1997)
- In memoriam Gyöngyössy Imre (1997)
- Film... (2000)
- Anarchisták (2000)
- Hamvadó cigarettavég (2001)

### Tévéfilmek
- Elektra (1962)
- A svéd gyufa (1965)
- Egy nyugalmas vasárnap (1966)
- Sellő a pecsétgyűrűn 1–2. (1966)
- Oly korban éltünk 1–5. (1966–1967)
- Miért beszél annyit Mrs. Piper? 1–2. (1967)
- Bors (1968)
- Hatholdas rózsakert (1970)
- Az utolsó ítélet (1970)
- Pillangó (1970)
- Mindannyiotok lelkiismerete megnyugodhat… (1970)
- Ősbemutató (1974)
- Lord Byron levelei (1975)
- A lőcsei fehér asszony (1976)
- Násznép (1976)
- Hungária Kávéház 1–6. (1976)
- Optimista tragédia (1976)
- A zöldköves gyűrű (1977)
- Abigél 1–4. (1978)
- A két Bolyai (1978)
- Mednyánszky (1978)
- Imre (1979)
- A vénasszonyok nyara (1980)
- Tessék engem elrabolni... (1980)
- Csere (1981)
- Maskarák (1981)
- Jegor Bulicsov és a többiek (1981)
- Liszt Ferenc (1982)
- Szent Kristóf kápolnája (1983)
- Mint oldott kéve 1–7. (1983)
- A béke szigete (1983)
- Tizenhat város tizenhat leánya (1983)
- Linda (1984)
- Anna és Anton (1985)
- T.I.R. (1986)
- Nessuno torna in dietro (1987)
- Az ördög talizmánja (1987)
- Egy gazdag hölgy szeszélye (1987)
- Hét akasztott (1989)
- Freytág testvérek (1989)
- Kaland az élet (1989)
- Família Kft. (1992)
- Szökevény (1993)
- Öregberény 1–21. (1993–1995)
- Egyperces novellák (1995)
- Valaki kopog (2000)

## Hangjáték, Rádió
- Vera Ketlinszkaja: Az ifjú város (1949)
- Ernst Fischer: Megtalált ifjúság (1952)
- Lontay László: Kain (1952)
- George Bernard Shaw: Szerelmi házasság (1953)
- Zola, Emile: Tisztes úriház (1959)
- Csehov, Anton Pavlovics: Platonov szerelmei (1964)
- Weyrauch, Wolfgang: Japáni halászok (1964)
- Carr, John Dickson: A császár szelencéje (1966)
- Jókai Mór: Erdély aranykora (1969)
- Kopányi György: Idézés elhunytaknak (1969)
- Kaffka Margit: Grószika meséi (1972)
- Mándy Iván: Pesti mozik (1973)
- Mándy Iván: Játék a téren (1977)
- Vámos Miklós: Mikulásvirág (1977)
- Percy Bysshe Shelley: A Cenci ház (1979)
- Szakonyi Károly: Három dobás hat forint (1979)
- Mándy Iván: Szép álmokat, kislány (1982)
- Franz Hiesel: Kerkafalva (1986)
- Kazys Saja: Rozsdás víz (1986)
- Mándy Iván: Koszorú (1987)
- Békés Pál: Pincejáték (1989)
- Szakonyi Károly: Szép esténk lesz (1989)
- Turczi István: Neander kávéház (1989)
- Nyerges András: Hungária szuperkvíz (1992)
- Nyerges András: Makinyög (1992)
- Szakonyi Károly: Vacsora kettesben (1992)
- Molnár Erzsébet: Testvérek voltunk (1995)
- Vajda István: A fekete tükör (2000)

## Díjai

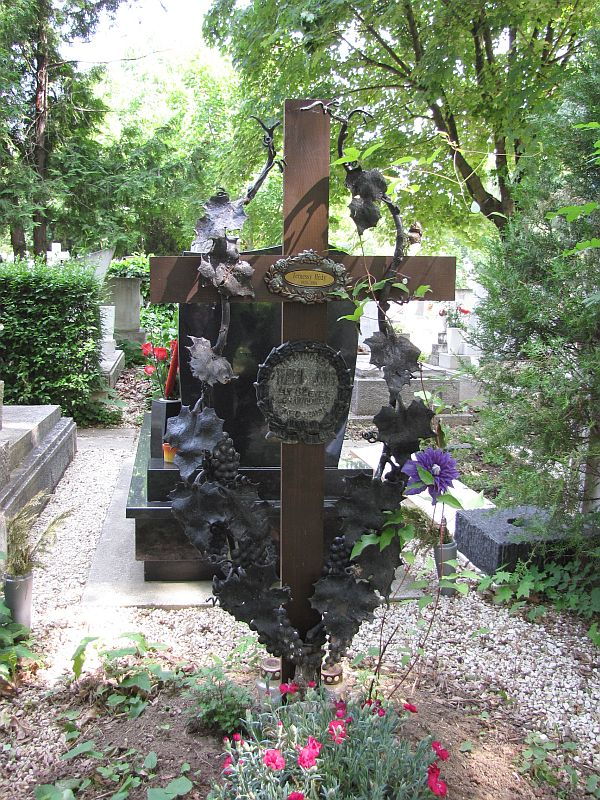
Temessy Hédi sírja Budapesten. Farkasréti temető: 11/1-1-86

- Magyar Filmkritikusok Díja – Legjobb női alakítás díja (1977, 2001)
- Érdemes művész (1982)
- A Magyar Köztársasági Érdemrend tisztikeresztje (1995)